# Severius Moses Görgün
Sewer – (imię świeckie Moses Görgün, ur. 5 kwietnia 1981 w Füssen) – duchowny początkowo Malankarskiego Kościoła Ortodoksyjnego, a następnie starokalendarzowego Prawosławnego Kościoła Grecji (Synod Makariosa). 

## Życiorys
Urodził się w Niemczech, w rodzinie asyryjskich imigrantów. Sakrę biskupią otrzymał w 2007, od tego czasu był metropolitą Antiocheńskiego Syryjskiego Kościoła Ortodoksyjnego (autonomicznej administratury Kościoła Malankarskiego), która w późniejszym czasie zerwała komunię z macierzystym Kościołem ze względu na nieskonsultowane z władzami konsekracje biskupie. W 2016 wraz z podlegającą sobie wspólnotą przeszedł do jednego ze starokalendarzowych Kościołów prawosławnych tradycji greckiej. Od 2022 metropolita i egzarcha Europy Zachodniej Prawosławnego Kościoła Grecji - Synodu Makariosa.